# Manoir de Kerservant
Le manoir de Kerservant est un édifice situé à Ploërdut en France.

## Localisation
Le manoir est situé sur le territoire de la commune de Ploërdut, au lieu-dit Kerservant, dans le département du Morbihan en région Bretagne.

## Description
Le bâtiment se présente comme un édifice à un étage carré, avec élévation à travées construit en moellons de pierre de taille de granite, toiture à longs pans recouverte d'ardoises, toit conique, pignon découvert. Une escalier demi-hors-œuvre à vis sans jour permet l'accès à l'étage.

## Historique
Le manoir date du XVIIe siècle. Il est inscrit à l'inventaire général du patrimoine culturel.